# Bear Canyon

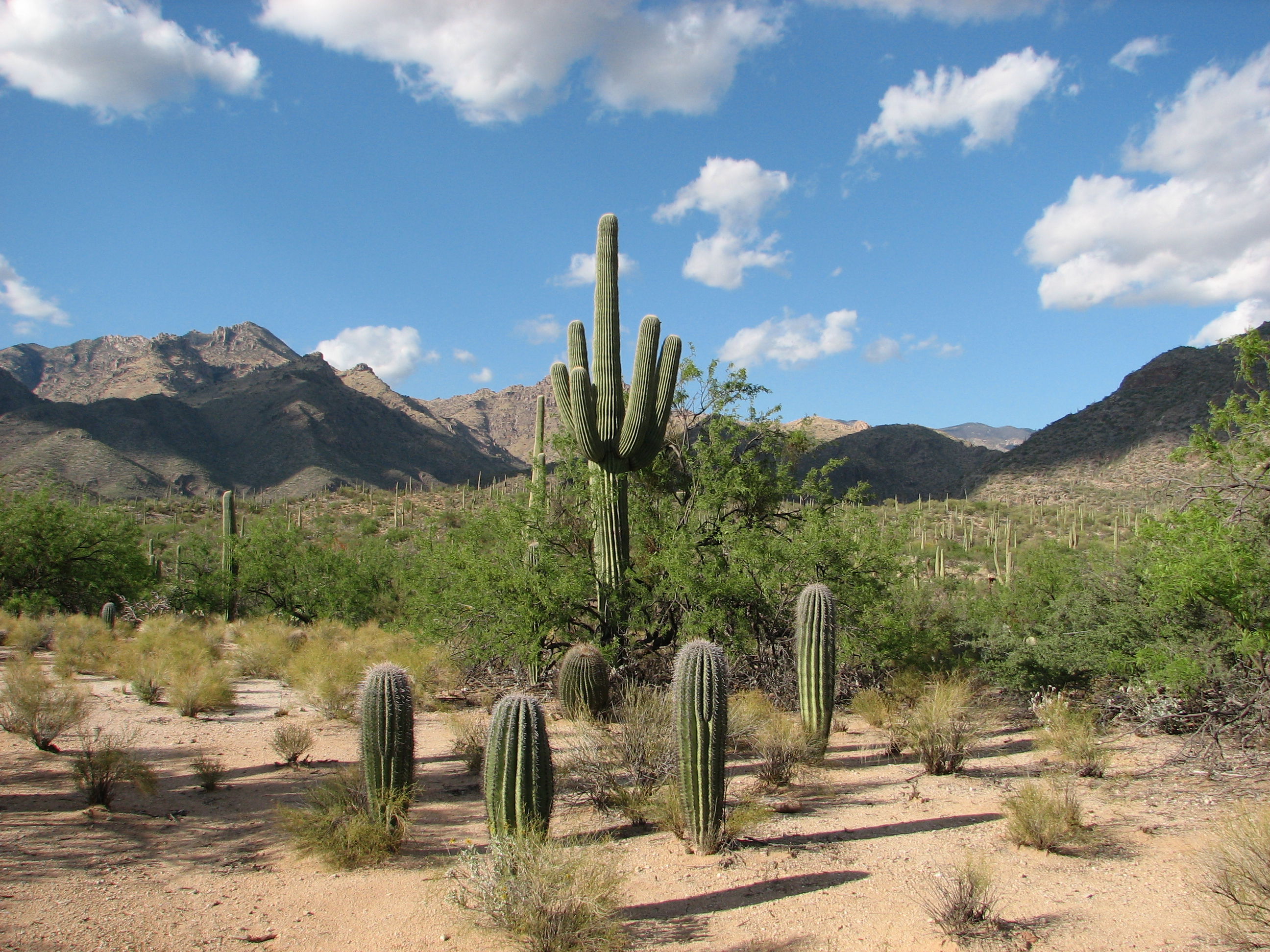
Bear Canyon Trail im Sabino Canyon

Bear Canyon ist ein Canyon in den Santa Catalina Mountains im Norden von Tucson im US-Bundesstaat Arizona. Im Canyon befinden sich die Wasserfälle Seven Falls. Ein Berggrat mit dem 1622 m hohen Thimble Peak trennt den Bear Canyon vom westlich gelegenen Sabino Canyon.